# Nicolas Malebranche
Nicolas Malebranche ([nikolá malbránš], fr. [nikɔlɑ malbrɑ̃ʃ]), francoski filozof, * 6. avgust 1638, Pariz, Francosko kraljestvo, † 13. oktober 1715, Pariz, Francosko kraljestvo. 
Malebranche je bil francoski filozof (racionalist), duhovnik in retorik. V svojih delih je poskušal sintetizirati misli sv. Avguština in Descartesa, da bi pokazal aktivno vlogo Boga v vseh pogledih v svetu. V filozofiji je zagovarjal striktni okazionalizem, teorijo, po kateri je Bog vzrok vsega in vseh vzročno-posledičnih procesov v naravi.

### Zgodnje življenje
Nicolas Malebanche se je rodil leta 1638, v Parizu, kot najmlajši otrok Nicolasa Malebrancha, uradnika kralja Ludvika XIII. in Katarine de Lauson, sestre Jean de Lauson, ki je bila guvernerka kolonije Nove Francije v Kanadi. Zaradi deformirane hrbtenice se je moral Malebranche šolati doma do svojega šestnajstega leta. Takrat je zapustil dom in se najprej vpisal na študij filozofije na Collège de la Marche ter pozneje na študij teologije na Collège de Sorbonne, oba dela Univerze v Parizu. Kasneje je šolanje opustil in leta 1660 vstopil v Oratorij. Tam se je predvsem posvečal ukvarjanju s cerkveno zgodovino, jezikoslovjem, Biblijo in deli svetega Avguština. Leta 1664 je bil posvečen v duhovnika.
Istega leta je tudi prvič prebral Descartesovo besedilo Razprava o človeku (Traité de l’homme), ki govori o fiziologiji človeškega telesa. Ta izkušnja je nanj zelo vplivala, saj se mu je s tem odprl pogled na naravni svet brez Aristotlove sholastike. Študiranju kartezijanskega sistema je posvetil celo nadaljnje desetletje.

### Filozofska kariera
V letih 1674–75 je Malebranche izdal svoji prvi in najbolj obsežni filozofski deli. Delo V zvezi z iskanjem po resnici (polno: 'De la recherche de la vérité. Où l’on traite de la Nature de l’Esprit de l’homme, et de l’usage qu’il en doit faire pour éviter l’erreur dans les Sciences), v kateri se obravnava narava človeškega uma in njegova uporaba, da se izogne napakam v znanosti, je postavilo temelje njegovemu filozofskemu ugledu in zamislim. Obravnaval je vzroke človeških napak v znanosti in kako bi se le-tem dalo izogniti. Najpomembneje je, da v tretji knjigi, ki razpravlja o čistem razumevanju, zagovarja trditev, da v Bogu obstajajo ideje, skozi katere zaznavamo predmete.
Njegov prvi kritik je bil Abbé Simon Foucher, ki je napadel njegovo delo V zvezi z iskanjem po resnici, še preden je bil izdan drugi del. Malebranche se je odzval s kratkim predgovorom, ki ga je dodal drugemu delu in leta 1678 v tretji izdaji že tako precej obširni knjigi dodal še Pojasnila (Elucidations). Ti odzivi se niso le odzivali na nadaljnje kritike, temveč so tudi razširili originalne argumente ter jih razvili na nove načine. V desetem delu Elucidations je predstavil novo teorijo imenovano "razumljiva razširitev". To naj bi bila arhetipska zamisel o podaljšanju, v katero bi se lahko ideje vseh posameznih vrst telesa skupaj rešile. V drugih delih je dal večji poudarek na njegovo trditev, da je Bog deloval večinoma po svobodni volji in le redko, kot v primeru čudežev, po posebno določeni volji.
Malebranche je svoje teorije zadnjič razširil leta 1680, z izdajo dela Razprava o naravi in milini (Traité de la Nature et de la Grâce). Zopet je bil napaden in sicer tokrat s strani Antoina Arnaulda, ki je bil kakor on, kartezijanski filozof. Temu je sledil dolg in grenak spor, ki je večinoma temeljil na teoloških nestrinjanjih, a se je sčasoma razvejal na vsa področja filozofije. Arnauldovim podpornikom je leta 1690 uspelo prepričati Rimskokatoliško cerkev, da je Malebranchovo delo uvrstila na Katalog prepovedanih knjig. Na seznamu se je leta 1709 znašla tudi knjiga V zvezi z iskanjem po resnici.
Maebranche je kljub temu še naprej izdajal knjige. Umrl je 13. oktobra 1715, v Parizu pri 77 letih.

### Pogled na filozofijo
Na Malebranchovo razmišljanje je zelo vplival Rene Descartes. Kljub temu pa je Malebranche sprejel njegov pogled na filozofijo kritično. Znan je predvsem po svojem filozofskem pogledu – ljudje vidimo vse stvari v bogu in po osvojitvi psiho-fizičnega paralelizma ter po okazionalizmu (problem o povezavi med umom in telesom).

### Pogled na Boga
Vsa človekova dejanja naj bi bila po Malebranchovo odvisna od Boga. Človekovo znanje je odvisno od razumevanja Boga, na podoben način, kot je premikanje telesa odvisno od božje volje.
Tako kot Rene Descartes je tudi Malebranche verjel, da ljudje dobijo znanje skozi ideje – idealistične predstave, ki so prisotne v našem umu. Medtem ko je Descartes verjel, da so ideje mentalna entiteta, je Malebranche sledil sv. Avguštinu - vse ideje obstajajo samo v Bogu in ljudje vidimo vse stvari v Bogu. Te ideje so neodvisne od misli in ko jih dosežemo intelektualno, dosežemo subjekt resnice.
Malebranche je definiral resnico kot razmerje med idejami. Ker pa so te ideje v Bogu, so večne in nespremenljive, zato pa je edina resnica vredna svojega imena, večna in nespremenljiva. Resnico je razdelil na dve kategoriji glede na povezavo med idejami: razmerje obsega (domnevna resnica; npr. pri geometriji) in na razmerje kvalitete ali popolnosti (praktična resnica etičnih načel, ki so imela zanj božje temelje in so služila za splošno uporabo ter za odkrivanje pri intelektualnem razglabljanju). Etična načela je primerjal z geometrijskimi načeli, ker naj bi jih človek odkril z razmišljanjem.
Pri intelektualnem znanju je bolj kot ne sledil sv. Avguštinu. Malebranche je razložil, kako lahko splošne božje ideje služijo tudi kot neposreden objekt človeških misli v čutnem zaznavanju podrobnosti. Problem pa je bil, ker so božje ideje univerzalne, medtem ko pa so čutna zaznavanja različna pri posamezniku. Predlagal je, da je umski koncept idej čist in direkten, ampak čutno zaznavanje idej pa naj bi bilo spremenjeno glede na občutke. Miselno intelektualna zasnova ideje naj bi bila čista in direktna. Čutno zaznavanje idej naj bi bilo spremenjeno pri občutkih posameznikovih misli.
To idejo bi bilo praktično mogoče predstaviti samo pri geometrijskih ali tehničnih značilnostih kot je velikost, oblika ali gibanje. Občutki pa bi bili iz barv ali kakšne druge čustvene lastnosti. Pri različnih mislih bi lahko enaka ideja predstavljala drugačnega posameznika enake vrste.

### Dualizem
Malebranchev je pri problemu um-telo najprej sledil Descartesovemu dualizmu, nato pa v knjigi 'Dialogi o metafiziki in veri (Entretiens sur la métaphysique et la religion) zagovarjal, da si ne moremo predstavljati, česa vsega so naši možgani zmožni. V zvezi s psiho-fizičnim medsebojnim vplivanjem je napisal, da telo ne more delovati na um tako, kot um ne more delovati na telo. Edini, ki ima moč pri spreminjanju tega je Bog. Pri problemu um-telo je najprej sledil Descartesu, ki je verjel, da si je mogoče izmisliti točno definicijo uma. Malebranche pa je potem ugotovil, da ljudje ne vemo čisto točno, česa je zmožen naš um in posledično nimamo razločne predstave o naravi uma.

### Okazionalizem
V splošnem je okazionalizem prepričanje, da je edini dejavnik vzročno-posledičnih odnosov Bog. Za Malebrancha je vzročnost v naravi (causae occasionales) samo priložnostne slučajnosti, edini pravi vzrok pa je Bog.

### Vprašanje o obstoju zla
Malebranche priznal, da bi Bog lahko ustvaril svet brez vseh napak. Tak svet bi imel zahteve, ki bi bile bolj kompleksne v božji smeri. Bog je ustvaril naravno zlo, zato da bi sledilo preprostim zakonom, ne pa da bi hotel s tem doseči nek učinek. Hotel je, da bi svet prikazal njegovo modrost – doseči popolno ravnovesje med neločljivo povezano popolnostjo njegovega dela in preprostostjo ter posplošitvijo zakonov.
Ko je Bog ustvaril svet, se je po Malebranchovo po nekakšnem redu zavezal, da bo deloval po nekaj preprostih zakonih narave, ki jih je izbral glede na skupno dobro, da bo svet čim boljši. Idejo o splošni volji ali o svobodni volji je uporabil v svojem odgovoru na vprašanje o obstoju zla. Razpravljal je o tem, da bi Bog lahko po svobodni volji preprečil nekatero naravno zlo, ki je glavni pokazatelj njegove modrosti. Po drugi strani pa je točno določeno naravno zlo potrebno.

### Naravoslovje
Poleg njegovih del na področju metafizike, filozofije uma, teologije in etike, je izdal še študijo o optiki, zakonih gibanja in o naravi barv. S temi nefilozofskimi idejami se je ukvarjal na koncu življenja. Pisal je še o matematiki, čeprav ni nič novega odkril. Bil pa je ključen pri predstavitvi in razširitvi prispevkov Descartesa in Leibniza v Franciji.

### V slovenski literaturi je Malebranche omenjen v:
- Božovič M. 1995. Malebranchev okazionalizem, ali o filozofiji v paradižu. Filozofski vestnik(en), letnik 16, številka 1, str. 137-156. Ljubljana: Filozofski inštitut ZRC SAZU.
- Božovič M. 1999. Okazionalizem in vsemoč misli. Filozofski vestnik, letnik 20, številka 1, str. 47-56. Ljubljana: Filozofski inštitut ZRC SAZU.
- Božovič M. 1996. Okazionalistična filozofija in kartezijanska fiziologija. Filozofski vestnik, letnik 17, številka 3, str. 25-38. Ljubljana: Filozofski inštitut ZRC SAZU.
- Božovič M. 2002. Filozofija človeškega telesa : Malebranche in La Mettrie. Filozofski vestnik, letnik 23, številka 1, str. 199-208. Ljubljana: Filozofski inštitut ZRC SAZU.
- Kroupa G. 2005. Dieu Fainéant? Bog in telesa pri Descartesu, Malebranchu in Leibnizu. Filozofski vestnik, letnik 26, številka 1, str. 67-82. Ljubljana: Filozofski inštitut ZRC SAZU.